# بایرون کاستیو
بایرون کاستیو (انگلیسی: Byron Castillo؛ زادهٔ ۱۰ نوامبر ۱۹۹۸) بازیکن فوتبال اهل اکوادور است که برای باشگاه لئون در لیگ برتر فوتبال مکزیک بازی می‌کند.
وی همچنین در تیم‌های ملی فوتبال زیر ۱۷ سال و زیر ۲۰ سال اکوادور و هم‌چنین تیم ملی بزرگسالان اکوادور بازی کرده‌است.

## دوران باشگاهی
کاستیو که در ژنرال ویلامیل پلیاس، استان گوایاس به دنیا آمد، کار خود را با نورته آمریکا آغاز کرد، اما اولین بازی خود را به عنوان بزرگسال و زمانی که در دپورتیوو آزوگ به صورت قرضی بود، انجام داد. در مه ۲۰۱۵، او به املک قرض داده شد اما در ماه ژوئیه پس از مشکلاتی در اسناد خود آزاد شد.
در ژانویه ۲۰۱۶، کاستیو به باشگاه ورزشی آئوکاس پیوست. او اولین بازی خود را در سری آ اکوادور با این تیم در ۷ فوریه انجام داد و در باخت ۲بر۱ خارج از خانه مقابل فیوئرزا آماریا بازی کرد. در ۳۱ دسامبر، آئوکاس اعلام کرد که قرارداد خود را با این بازیکن برای ۴ فصل دیگر تمدید کرده‌است.
در ۵ ژانویه ۲۰۱۷، کاستیو در باشگاه ورزشی بارسلونا ظاهر شد. او پس از حضور در تنها یک مسابقه در طول فصل اول خود، از فصل ۲۰۱۸ به بعد به‌طور منظم بازی کرد و در سال ۲۰۲۰ به یک بازیکن ثابت تبدیل شد. در ۱۰ ژوئیه ۲۰۲۱، کاستیو قرارداد جدیدی تا سال ۲۰۲۵ با این باشگاه امضا کرد.

## تیم ملی

### جوانان
کاستیو بخشی از تیم زیر ۱۷ سال اکوادور بود که هم در مسابقات قهرمانی زیر ۱۷ سال آمریکای جنوبی ۲۰۱۵ و هم در جام جهانی فوتبال زیر ۱۷ سال ۲۰۱۵ حضور داشت و در هر دو تورنمنت یک بازیکن ثابت بی چون و چرا برای این تیم بود.
در نوامبر ۲۰۱۶، او برای تیم زیر ۲۰ سال اکوادور، در یک بازی دوستانه مقابل شیلی به میدان رفت.

### بزرگسالان
در ۲۹ اوت ۲۰۲۱، برای اولین بار کاستیو توسط سرمربی، گوستاوو آلفارو، برای سه بازی مقدماتی جام جهانی فوتبال ۲۰۲۲ برابر پاراگوئه، شیلی و اروگوئه به تیم ملی دعوت شد.

## مسئله ملیت
در سال ۲۰۱۷، کاستیو پس از این ادعا که او در توماکو، شهری در کلمبیا در نزدیکی مرز اکوادور به دنیا آمده‌است از تیم زیر ۲۰ سال اکوادور جدا شد. او در ژانویه ۲۰۱۹ به جعل اسناد تولدش متهم شد و همین موضوع او را از حضور در تیم‌های ملی اکوادور، در رده‌های سنی مختلف، بازداشت.
در فوریه ۲۰۲۱، تحقیقات برای تعیین اکوادوری یا کلمبیایی بودن کاستیو آغاز شد. سرانجام در ۲۴ آوریل همان سال، ملیت اکوادوری او تأیید شد.

### شکایت شیلی
در ماه مه ۲۰۲۲، فدراسیون فوتبال شیلی شکایتی را در مورد ملیت کاستیو به فیفا ارسال کرد و ادعا کرد که او در ژوئیه ۱۹۹۵ در توماکو، کلمبیا به دنیا آمده‌است. و هم‌چنین خواستار بازنده شدن تیم ملی فوتبال اکوادور در بازی‌هایی که کاستیو در آن بازی کرده‌بود شد که در نتیجه شیلی می‌توانست جایگزین اکوادور در جام جهانی فوتبال ۲۰۲۲ شود. فدراسیون فوتبال اکوادور نیز مجدانه ادعای شیلی را رد کرد و با صدور بیانیه‌ای از حمایت خود از کاستیو را اعلام کرد. فیفا تحقیقات را پس از نزدیک به یک ماه در ۱۰ ژوئن پایان داد و حضور اکوادور در جام جهانی را تأیید کرد.